# 数原泉
数原 泉（かずはら いずみ、1966年12月 - ）は、日本の実業家。シカゴ・マーカンタイル取引所（CME）駐日代表。

## 人物・経歴
上智大学法学部国際関係法学科卒業。同大学院で法学修士号を取得。ドイツ・フランクフルト大学で法学博士号を取得。日独の大学院では国際経済法・EU競争法を専攻。
過去10年にわたり、外国証券取引所の日本市場担当を歴任。市場調査、戦略企画、ビジネスパートナーおよびクライアント等とのリレーションシップマネジメントに従事。
2000年から2008年までは、ドイツ証券取引所グループのデリバティブ市場ユーレックスで日本を担当。2008年3月にニューヨーク証券取引所グループ（NYSE Euronext）のデリバティブ部門であるNYSE Liffe入社と同時に日本に帰国し、東京駐在員事務所を開設。同駐日代表を2012年3月まで務めた。同年6月、シカゴ・マーカンタイル取引所（CME）の駐日代表・エグゼクティブディレクターに就任。